# Distrikt Pira
Der Distrikt Pira liegt in der Provinz Huaraz in der Region Ancash in West-Peru. Der Distrikt wurde am 10. November 1917 gegründet. Er besitzt eine Fläche von 261 km². Beim Zensus 2017 wurden 3522 Einwohner gezählt. Im Jahr 1993 lag die Einwohnerzahl bei 4098, im Jahr 2007 bei 3853. Die Distriktverwaltung befindet sich in der 3570 m hoch gelegenen Ortschaft Pira mit 771 Einwohnern (Stand 2017). Pira liegt 20 km westsüdwestlich der Provinzhauptstadt Huaraz.

## Geographische Lage
Der Distrikt Pira liegt an der Westflanke der Cordillera Negra im zentralen Westen der Provinz Huaraz. Der Río Chacchan, Oberlauf des Río Casma, fließt entlang der nordwestlichen Distriktgrenze nach Westen. Dessen linker Nebenfluss Río Pira entwässert den Süden des Distrikts.
Der Distrikt Pira grenzt im Südwesten an den Distrikt La Libertad, im Nordwesten an den Distrikt Colcabamba, im Nordwesten an den Distrikt Pariacoto, im Osten an die Distrikte Yungar (Provinz Carhuaz), Jangas, Independencia und Huaraz sowie im Süden an den Distrikt La Libertad.